# The Last in Line
The Last in Line – drugi studyjny album heavymetalowego zespołu Dio, wydany 2 lipca 1984 roku. 12 września tego samego roku album uzyskał status złotej płyty, nadanej przez RIAA. Ten album jest również pierwszym albumem grupy który uzyskał status platynowej płyty 3 lutego 1987 roku.
Jest to pierwszy album Dio na którym zagrał były klawiszowiec grupy Rough Cutt, Claude Schnell.

## Lista utworów
1. "We Rock" – 4:33
2. "The Last in Line" – 5:46
3. "Breathless" – 4:09
4. "I Speed at Night" – 3:26
5. "One Night in the City" – 5:14
6. "Evil Eyes" – 3:38
7. "Mystery" – 3:55
8. "Eat Your Heart Out" – 4:02
9. "Egypt (The Chains Are On)" – 7:01

## Twórcy
- Ronnie James Dio – śpiew
- Vivian Campbell – gitara
- Jimmy Bain – gitara basowa
- Claude Schnell - keyboard
- Vinny Appice – perkusja